# Descaminho
Descaminho é um crime contra a ordem tributária. Importante ressaltar que com o advento da Lei 13.008 de 26.6.2014 o crime de descaminho e contrabando foram desmembrados. Assim o descaminho manteve-se no art. 334 e o contrabando foi deslocado para o novo art. 334-A, com pena de 2 a 5 anos. Com a nova redação, os tipos penais (contrabando e descaminho) passam a ser tratados separadamente, recebendo penalidades diversas, sendo coerentemente mais gravosa para o crime de contrabando do que para o crime de descaminho. 

## CP - Decreto Lei nº 2.848 de 07 de Dezembro de 1940 (alterado pela lei nº 13.008/14)
Art. 334. Iludir, no todo ou em parte, o pagamento de direito ou imposto devido pela entrada, pela saída ou pelo consumo de mercadoria (Redação dada pela Lei nº 13.008, de 26.6.2014)
Pena - reclusão, de 1 (um) a 4 (quatro) anos. (Redação dada pela Lei nº 13.008, de 26.6.2014)
§ 1o Incorre na mesma pena quem: (Redação dada pela Lei nº 13.008, de 26.6.2014)
I - pratica navegação de cabotagem, fora dos casos permitidos em lei; (Redação dada pela Lei nº 13.008, de 26.6.2014)
II - pratica fato assimilado, em lei especial, a descaminho; (Redação dada pela Lei nº 13.008, de 26.6.2014)
III - vende, expõe à venda, mantém em depósito ou, de qualquer forma, utiliza em proveito próprio ou alheio, no exercício de atividade comercial ou industrial, mercadoria de procedência estrangeira que introduziu clandestinamente no País ou importou fraudulentamente ou que sabe ser produto de introdução clandestina no território nacional ou de importação fraudulenta por parte de outrem; (Redação dada pela Lei nº 13.008, de 26.6.2014)
IV - adquire, recebe ou oculta, em proveito próprio ou alheio, no exercício de atividade comercial ou industrial, mercadoria de procedência estrangeira, desacompanhada de documentação legal ou acompanhada de documentos que sabe serem falsos. (Redação dada pela Lei nº 13.008, de 26.6.2014)
§ 2o Equipara-se às atividades comerciais, para os efeitos deste artigo, qualquer forma de comércio irregular ou clandestino de mercadorias estrangeiras, inclusive o exercido em residências. (Redação dada pela Lei nº 13.008, de 26.6.2014)
§ 3º - A pena aplica-se em dobro, se o crime de contrabando ou descaminho é praticado em transporte aéreo. (Incluído pela Lei nº 4.729, de 14.7.1965)
§ 3o A pena aplica-se em dobro se o crime de descaminho é praticado em transporte aéreo, marítimo ou fluvial. (Redação dada pela Lei nº 13.008, de 26.6.2014)